# الاحتلال الألماني لشمال شرق فرنسا خلال الحرب العالمية الأولى

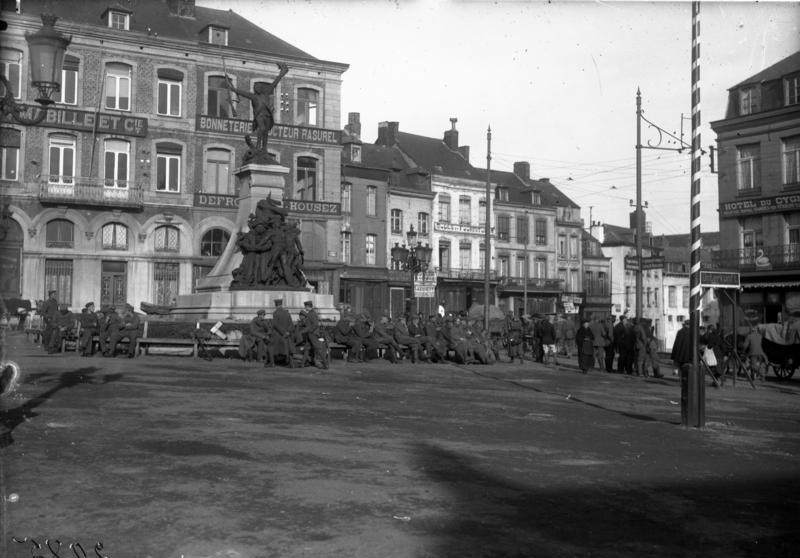
الصورة للأراضي الفرنسية التي جرت فيها هاته الأحذاث التاريخية

يشير الاحتلال الألماني لشمال شرق فرنسا إلى الفترة التي كانت فيها الأراضي الفرنسية -ومعظمها على طول الحدود مع بلجيكا ولوكسمبورغ- تحت الاحتلال العسكري للإمبراطورية الألمانية خلال الحرب العالمية الأولى. انطوى هذا الاحتلال على أعباء ثقيلة مختلفة تكبدها السكان، بما في ذلك سوء التغذية والعمل القسري ومصادرة العقارات والخدمات والبضائع.

## خلفية تاريخية
بسبب سرعة الغزو الألماني لبلجيكا عام 1914، وصلت المعارك إلى الأراضي الفرنسية في وقت مبكر من الحرب. رغم إيقاف تقدمهم في معركة المارن الأولى في سبتمبر 1914، إلا أن الألمان سيطروا على جزء من الأراضي الفرنسية والتي ظلت تحت الاحتلال الألماني خلف الجبهة الغربية المستقرة خلال معظم الفترة المتبقية من الحرب.

## الأراضي المحتلة
شملت الأراضي التي احتلتها ألمانيا في نهاية عام 1914، 10 أقاليم بجزئها أو كلها، بما في ذلك 70% من إقليم النور و25% من باد كاليه و16% من سوم و55% من أن و12% من المارن و30% من الميز و25% من مورت وموزيل و4.8% من الفوج و100% من منطقة أردين، وشكلوا بمجملهم 3.7% من المساحة و8.2% من سكان فرنسا ذاتها (نحو 2 مليون نسمة). لم تكن أقاليم الراين الأسفل والراين الأعلى وموزيل، التي كانت جزءًا من الإمبراطورية الألمانية من عام 1871 حتى رجوعهم إلى فرنسا في نهاية الحرب في نوفمبر 1918، من ضمن هذه الأراضي.
احتُلت أيضًا غالبية أراضي بلجيكا المجاورة، باستثناء الجزء الغربي من منطقة الفلاندر البحرية، حول إيبرس. ومع ذلك، أُبقي على الحدود الفرنسية البلجيكية كما هي وضُبطت المعابر. حُرر جزء من بيكاردي لفترة مؤقتة في عام 1917 لكن المنطقة الحدودية ظلت تحت السيطرة الألمانية لمدة 4 سنوات: ليل لمدة 1,465 يومًا ولاون لمدة 1,502 يومًا وروبيه من 14 أكتوبر 1914 إلى 17 أكتوبر 1918.
ظلت المنطقة المحتلة تحت الإدارة العسكرية ولكن بعض الأراضي مُنحت وضعًا معينًا. أُلحق الجزء الشمالي من وادي نهر الميز (بما في ذلك جيفيه وفوماي) بالحكومة العامة البلجيكية؛ وُضعت مقاطعة بري تحت السلطة المدنية الألمانية حتى ديسمبر 1916، ثم تحت سلطة الحاكم العسكري لمتز. انخفض عدد سكان هذه المنطقة بشكل كبير خلال هذه الفترة بسبب معدلات الوفيات الزائدة للمواليد فضلًا عن عمليات الترحيل إلى فرنسا غير المحتلة. وهكذا، فإن منطقة أردين، التي كان يبلغ عدد سكانها 319,000 نسمة قبل الحرب، بلغ عدد سكانها 175,000 فقط وقت التحرير؛ انخفض عدد سكان ليل من 217,000 نسمة في بداية عام 1914 إلى 112,000 نسمة في أكتوبر 1918؛ وروبيه من 122,723 إلى 77,824؛ في حين انخفض عدد سكان توركوان من 82,644 إلى 58,674. أُخليت بعض البلدات القريبة من الجبهة وبعض المدن في الأردين من غالبية سكانها. في نهاية الحرب، بلغ عدد سكان ريثيل 1,600 نسمة فقط، مقارنة بنحو 5,187 نسمة في عام 1911.
بالنسبة لكامل الأراضي المحتلة، تشير إحصائيات لجنة الغذاء التابعة لشمال فرنسا إلى وجود 2,235,467 نسمة في عام 1915، ولكن عددهم بلغ 1,663,340 نسمة بحلول 30 يونيو 1918؛ مما لا شك فيك أن الانخفاض الحاصل خلال كامل الفترة التي بدأت في خريف عام 1914 كان أكبر بكثير.
كانت غالبية السكان من النساء والأطفال والمسنين، إذ حُشد معظم الرجال في التنظيم العسكري.

## منطقة معزولة
فور وصولهم، عرقل الألمان حركة السكان الفرنسيين ومنعوا نقل المعلومات. استولوا على السيارات في 15 أكتوبر 1914؛ صودرت بعدها الدراجات الهوائية والهواتف والتلغرافات اللاسلكية. حتى أنهم ذبحوا طيور الحمام خوفًا من نقل الرسائل بواسطة الحمام الزاجل.
داخل الأراضي المحتلة، تطلب السفر من بلدية إلى أخرى الحصول على إذن من السلطات الألمانية وإصدار تصريح مرور. يمكن أن يُعاقب على انتهاك قواعد المرور هذه بالسجن أو بغرامة مالية. كما هو متوقع، زادت هذه العوائق من شعور السكان الفرنسيين بالاحتجاز.
كان الاتصال مع فرنسا غير المحتلة محظورًا حتى أبريل 1916. لم يُسمح إلا بالتراسل مع عائلات أسرى الحرب، بمعدل بطاقة واحدة في الشهر، والتي كانت أيضًا خاضعة للرقابة. لم يصل سوى نصف البطاقات التي مرت عبر الصليب الأحمر في فرانكفورت، إلى متلقيها.
أوقف أيضًا نشر صحف ما قبل الحرب، لذا فكانت الدوريات الوحيدة المتاحة، صحيفتي البروباغندا الألمانية لا غازيت دو أردين وبولتين دو ليل، ونُشرت كل منهما من قِبل بلدياتهما الخاصة والخاضعة للسيطرة الألمانية. حتى بهذا اقتصرت الأخبار على المعلومات العامة والتجارية. وعليه، فإن الأخبار الواردة من الجبهة لا يمكن أن تتسرب إلا من خلال الصحف السرية ذات الانتشار القليل أو من خلال الشائعات. من الناحية العملية، ظل غالبية السكان في جهل تام بالأحداث الخارجية.
في الوقت نفسه، تضمنت المنطقة المحتلة بعضًا من أكثر الأجزاء المهمة صناعيًا في فرنسا: كان 64% من إنتاج الحديد الصب في فرنسا و24% من تصنيع الصلب و40% من إجمالي قدرة تعدين الفحم موجود في المنطقة، مما مثل نكسة كبيرة للصناعة الفرنسية. وقع عدد من البلدات والمدن الهامة هناك أيضًا، ومنها ليل ودواي وكامبريه وفالنسيان وموبيج وأفان. كانت منطقة شمال شرق فرنسا المحتلة محكومة من قِبل الجيش، وليس من قِبل إدارة احتلال مدنية ويُعزى ذلك جزئيًا لقربها من الجبهة. ازداد الاستغلال الاقتصادي للمنطقة المحتلة طوال الحرب. شاع العمل القسري بشكل متزايد مع استمرار الحرب.

## أعمال المقاومة
كانت مقاومة الاحتلال الألماني متباينة بشكل متدرج؛ من المقاومة السلبية، مثل اللامبالاة تجاه المحتل، ورفض الاحتكاك؛ إلى المقاومة اليومية مثل رفض عمليات المصادرة والعمل القسري، ومساعدة السجناء (توفير الطعام)، وجميع الأفعال التي يُعاقَب عليها بالسجن؛ إلى أعمال المقاومة الأكثر نشاطًا وخطورة، مثل تخريب خطوط السكك الحديدية، ومساعدة الجنود، وتنظيم شبكات الهروب، ونشر وتوزيع الصحف السرية (بتداول ضعيف، وصل في أفضل الحالات إلى عدة مئات، واقتصر في بعض الأحيان على نسخ قليلة، ومنها جريدة الصبر، التي غيرت اسمها عدة مرات وفكك الألمان فريقها في عام 1916)، وحتى إبلاغ الحلفاء بمعلومات عسكرية، من خلال عمليات منظمة في شبكات، وأشهرها جاكيه وترولين ولويز دي بيتيني.